# AdS/CFT
In fisica teorica, la corrispondenza AdS/CFT (AntideSitter/ConformalFieldTheory) è una relazione ipotizzata tra gli spazi anti-de Sitter, che entrano nella teoria delle stringhe (in particolare negli aspetti di gravità quantistica), e le teorie di campo conformi, che sono particolari teorie quantistiche dei campi. Proposta da Juan Maldacena,  viene a volte chiamata Dualità di Maldacena o, legando teorie di gauge con teorie di gravità, Dualità gauge-gravità.
La corrispondenza rappresenta un grande passo avanti nella comprensione della teoria delle stringhe e della gravità quantistica, in quanto fornisce una formulazione non perturbativa di questa teoria con certe condizioni al contorno ed è la realizzazione più riuscita del principio olografico, un'idea in gravità quantistica proposta da Gerardus 't Hooft e promossa da Leonard Susskind. Fornisce anche un potente strumento per studiare le teorie quantistiche di campo fortemente accoppiate. La sua validità è largamente dovuta al fatto che è una dualità forte-debole: quando i campi della teoria sono fortemente interagenti, quelli nella teoria gravitazionale sono debolmente interagenti e quindi meglio descrivibili dal punto di vista matematico. Questa caratteristica ha consentito di studiare molti aspetti della fisica della materia condensata e della fisica nucleare, traducendoli in modalità più facilmente trattabili nella teoria delle stringhe.
La corrispondenza AdS/CFT fu proposta per la prima volta da Juan Maldacena nel 1997. Aspetti teorici importanti furono elaborati in articoli di Steven Gubser, Igor Klebanov, Aleksandr Poljakov ed Edward Witten. Al 2015, l'articolo di Maldacena aveva più di 10 000 citazioni, diventando l'articolo più citato nel campo della fisica delle alte energie, e al 2022 conta più di 20000 citazioni.

## Contesto

### Gravità quantistica e stringhe
L'attuale comprensione della gravità si basa sulla teoria della relatività generale di Albert Einstein. Formulata nel 1915, la relatività generale spiega la gravità in termini di geometria dello spaziotempo. È stata formulata nel linguaggio della fisica classica sviluppata da fisici come Isaac Newton e James Clerk Maxwell. Le altre interazioni, non gravitazionali, sono spiegate nel quadro della meccanica quantistica. Quest'ultima, sviluppata nella prima metà del XX secolo da vari fisici, fornisce un modo radicalmente differente di descrivere i fenomeni fisici basato sulla probabilità.
La gravità quantistica è la branca della fisica che cerca di descrivere la gravità usando i principi della meccanica quantistica. Un popolare approccio alla gravità quantistica è la teoria delle stringhe, che modellizza le particelle elementari non come punti a zero dimensioni ma come oggetti uno-dimensionali chiamati stringhe. Nella corrispondenza AdS/CFT, si considerano tipicamente le teorie della gravità quantistica derivate dalla teoria delle stringhe o dalla sua estensione moderna, la teoria M.
Nella vita di tutti i giorni, ci sono tre dimensioni familiari (sopra/sotto, sinistra/destra e avanti/dietro), e c'è una dimensione temporale. Pertanto, nel linguaggio della fisica moderna, si dice che lo spaziotempo è quadridimensionale. Una caratteristica peculiare della teoria delle stringhe e della teoria M è che queste teorie hanno bisogno di dimensioni extra dello spaziotempo per essere matematicamente coerenti: in teoria delle stringhe lo spaziotempo deve avere dieci dimensioni, mentre in teoria M undici. Le teorie di gravità quantistica presenti nella corrispondenza AdS/CFT sono tipicamente ottenute dalla teoria delle stringhe e M tramite un processo conosciuto come compattificazione. Ciò produce una teoria in cui lo spaziotempo ha effettivamente un numero minore di dimensioni e le dimensioni extra sono "arrotolate" in cerchi.
Una tipica analogia della compattificazione è considerare un oggetto tri-dimensionale come una pompa da giardino. Se si vede la pompa da lontano, sembra avere una sola dimensione, la lunghezza, ma avvicinandosi, si vede che contiene un'altra dimensione, la circonferenza. Quindi, una formica che si muove al suo interno si sposta in due dimensioni.

### Teoria quantistica dei campi
Con teoria quantistica dei campi si intende l'applicazione della meccanica quantistica a oggetti fisici come il campo elettromagnetico, che sono estesi nello spazio e nel tempo. In fisica delle particelle, le teorie quantistiche di campo sono alla base della comprensione delle particelle elementari, che vengono modellizzati come eccitazioni dei campi fondamentali. Le teorie di campo sono inoltre usate in fisica della materia condensata per modellizzare oggetti chiamati quasiparticelle.
Nella corrispondenza AdS/CFT, si considera un certo tipo di teoria quantistica di campo chiamata teoria di campo conforme. Questa è una teoria dotata di una particolare simmetria e ben definita matematicamente. Tali teorie sono spesso studiate nell'ambito della teoria delle stringhe, dove sono associate alla superficie (worldsheet) spazzata da una stringa che si propaga nello spaziotempo, e in meccanica statistica, dove modellizzano sistemi a un punto critico termodinamico.

## Panoramica

Una tassellatura del piano iperbolico con triangoli e quadrati

### La geometria dello spazio anti-de Sitter
Nella corrispondenza AdS/CFT, si considerano la teoria delle stringhe o la teoria M su uno spazio anti-de Sitter. Ciò significa che la geometria dello spaziotempo è descritta in termini di una certa soluzione delle equazioni di Einstein nel vuoto chiamata spazio anti-de Sitter.
In altre parole, lo spazio anti-de Sitter è un modello matematico dello spaziotempo in cui la nozione di distanza tra due punti (la metrica) è diversa dalla nozione di distanza nella geometria euclidea ordinaria. È strettamente legata allo spazio iperbolico, che può essere visualizzato come un disco nella figura a destra. L'immagine mostra una tassellatura di un disco con triangoli e quadrati. È possibile definire la distanza tra punti nel disco in modo tale che tutti i triangoli e i quadrati abbiano la stessa dimensione e il bordo circolare esterno sia infinitamente distante da ogni punto all'interno.
Ora si immagini una pila di dischi iperbolici dove ogni disco rappresenta lo stato dell'universo a un determinato tempo: si ha un oggetto simile a un cilindro dove ogni sezione è una copia del disco iperbolico. Si tratta di uno spazio anti-de Sitter tridimensionale.  Il tempo scorre lungo la direzione verticale in questa figura. La superficie di questo cilindro gioca un ruolo importante nella corrispondenza AdS/CFT. Come per il piano iperbolico, anche lo spazio anti-de Sitter è curvato in modo tale che ogni punto all'interno è infinitamente distante dal bordo.

Lo spazio anti-de Sitter si può vedere come una pila di dischi iperbolici, ognuno dei quali rappresenta lo stato dell'universo a un determinato tempo. Lo spaziotempo risultante ha l'aspetto di un cilindro solido.

Questa costruzione descrive un ipotetico universo con solo due dimensioni spaziali e una temporale, ma può essere generalizzata a un numero generico di dimensioni. Infatti, lo spazio iperbolico può avere più di due dimensioni e si possono "impilare" copie di spazi iperbolici per ottenere modelli di spazi anti-de Sitter di dimensione superiore.

### L'idea della AdS/CFT
Una caratteristica importante dello spazio anti-de Sitter è il suo bordo (che sembra un cilindro nel caso tridimensionale). Una proprietà di esso è che, localmente vicino a ogni punto, è semplicemente lo spaziotempo di Minkowski, il modello di spaziotempo usato in fisica senza tenere conto della gravità.
Si considera quindi una teoria ausiliaria in cui lo "spaziotempo" è dato dal bordo dello spazio anti-de Sitter. Questa osservazione è il punto di partenza della corrispondenza AdS/CFT, che afferma che il bordo di uno spazio anti-de Sitter può essere considerato come lo "spaziotempo" per una teoria di campo conforme. L'affermazione è che questa teoria di campo conforme è equivalente alla teoria gravitazionale sullo spazio anti-de Sitter interno nel senso che c'è un dizionario per tradurre calcoli in una teoria in calcoli in un'altra. Ogni entità in una teoria ha una controparte nell'altra teoria. Ad esempio, una singola particella nella teoria gravitazionale potrebbe corrispondere a una qualche collezione di particelle nella teoria al bordo. In aggiunta, le previsioni nelle due teorie sono quantitativamente identiche cosicché se due particelle hanno una possibilità del 40% di collidere nella teoria gravitazionale, allora anche le collezioni corrispondenti nella teoria al bordo avrebbero una probabilità del 40%.

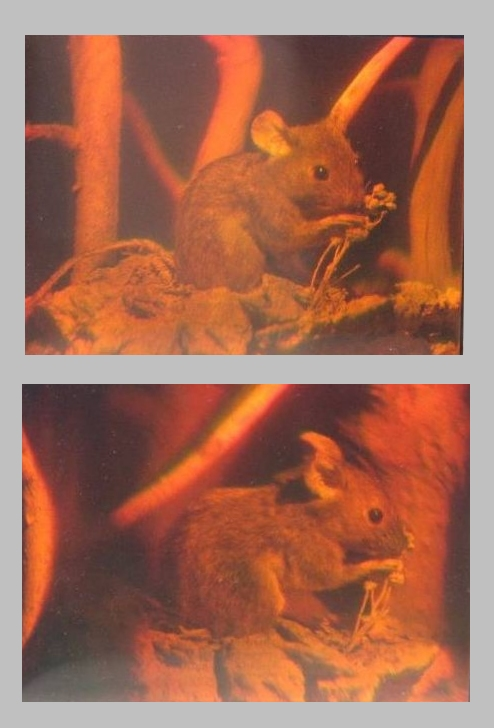
Un ologramma è un'immagine bidimensionale che immagazzina informazioni su tutte le tre dimensioni dell'oggetto che rappresenta. Le due immagini sono fotografie di un singolo ologramma scattate da diversi angoli.

Si noti che il bordo di uno spazio anti-de Sitter ha meno dimensioni dello spazio stesso. Per esempio, nell'esempio a tre dimensioni illustrato sopra, il bordo è una superficie bidimensionale. La corrispondenza AdS/CFT è spesso descritta come una "dualità olografica" perché questa relazione tra le due teorie è simile alla relazione tra un oggetto 3D e la sua immagine come ologramma. Sebbene un ologramma sia bidimensionale, racchiude l'informazione su tutte e tre le dimensioni dell'oggetto che rappresenta. Allo stesso modo, si ipotizza che le teorie che sono correlate dalla corrispondenza AdS/CFT siano esattamente equivalenti, a dispetto di vivere su diversi numeri di dimensioni. La teoria di campo conforme è come un ologramma che cattura l'informazione circa la teoria della gravità quantistica di dimensione superiore.

### Esempi della corrispondenza
A seguire dall'articolo di Maldacena del 1997, i teorici hanno scoperto molte attuazioni della corrispondenza AdS/CFT. Queste stabiliscono una relazione tra varie teorie di campo conformi alle compattificazioni della teoria delle stringhe e della teoria M in vari numeri di dimensioni. Le teorie coinvolte sono generalmente modelli del mondo reale, ma hanno alcune caratteristiche, come il loro contenuto di particelle o alto numero di simmetrie, che le rendono utili per risolvere problemi in teoria quantistica dei campi e in gravità quantistica.
L'esempio più famoso della corrispondenza afferma che la teoria di stringa IIB sullo spazio prodotto {\displaystyle AdS_{5}\times S^{5}} è equivalente alla teoria di Yang-Mills supersimmetrica con N = 4 sul bordo quadridimensionale. In questo esempio, lo spaziotempo sul quale la teoria gravitazionale vive è effettivamente penta-dimensionale (da qui la notazione {\displaystyle AdS_{5}}), e ci sono cinque aggiuntive dimensioni compattate (racchiuse dal fattore {\displaystyle S^{5}}). Nel mondo reale, lo spaziotempo è quadridimensionale, almeno macroscopicamente, quindi questa versione della corrispondenza non fornisce un modello realistico della gravità. Analogamente, la teoria duale non è un modello attuabile di un certo sistema del mondo reale dato che assume una grande quantità di supersimmetria. Ciò nondimeno, come spiegato sotto, questa teoria al bordo condivide alcune caratteristiche comuni con la cromodinamica quantistica, la teoria fondamentale dell'interazione forte. Descrive le particelle simili ai gluoni della cromodinamica quantistica oltre a certi fermioni. Di conseguenza, ha trovato applicazioni in fisica nucleare, particolarmente nello studio del plasma di quark e gluoni.
Un'altra realizzazione della corrispondenza afferma che la teoria M su {\displaystyle AdS_{7}\times S^{4}} è equivalente alla cosiddetta teoria (2,0) in sei dimensioni. In questo esempio, lo spaziotempo della teoria gravitazionale ha effettivamente sette dimensioni. L'esistenza della teoria (2,0) che appare da un lato della dualità è predetto dalla classificazione delle teorie di campo superconformi. Non è ancora ben compresa perché è una teoria quantistica senza un limite classico. Nonostante la difficoltà intrinseca dello studiare questa teoria, è considerato un oggetto interessante per una varietà di ragioni, sia fisiche sia matematiche.
Ancora un'altra realizzazione della corrispondenza afferma che la teoria su {\displaystyle AdS_{4}\times S^{7}} è equivalente alla teoria di campo superconforme ABJM in tre dimensioni. In questo caso, la teoria gravitazionale ha quattro dimensioni non compatte, quindi questa versione della corrispondenza fornisce una descrizione in qualche modo più realistica della gravità.

## Applicazioni alla gravità quantistica

### Una formulazione non perturbativa della teoria delle stringhe

Interazione nel mondo quantistico: linea di universo di particelle puntiformi o un foglio di mondo (worldsheet) spazzata da stringhe chiuse in teoria delle stringhe.

In teoria dei campi quantistica, tipicamente si calcolano le probabilità di vari eventi fisici usando le tecniche della teoria perturbativa. Sviluppata da Richard Feynman e da altri nella prima metà del ventesimo secolo, la teoria di campo perturbativa usa particolari diagrammi detti diagrammi di Feynman per organizzare i calcoli. Questi diagrammi raffigurano le traiettorie e le interazioni di particelle puntiformi. Sebbene questo formalismo sia estremamente utile per fare predizioni, queste ultime sono solamente possibili quando la forza delle interazioni, la costante di accoppiamento, è abbastanza piccola da descrivere efficacemente la teoria come una teoria senza interazioni.
Il punto di partenza per la teoria delle stringhe è l'idea che le particelle puntiformi della teoria dei campi possono essere anche modellizzate come oggetti unidimensionali chiamati stringhe. L'interazione delle stringhe è in modo diretto definito generalizzando la teoria delle perturbazioni in teoria dei campi quantistica ordinaria. Al livello dei diagrammi di Feynman, ciò significa che sostituire il diagramma che rappresenta la traiettoria di un punto con una superficie bidimensionale (worldsheet) che rappresenta il moto di una stringa. A differenza della teoria dei campi, la teoria delle stringhe non ha ancora una definizione non perturbativa completa, quindi molte delle risposte alle questioni teoriche più importanti rimangono fuori portata.
Il problema di sviluppare una formulazione non perturbativa della teoria delle stringhe era uno dei motivi originari per studiare la corrispondenza AdS/CFT. Come spiegato sopra, la corrispondenza fornisce molti esempi delle teorie di campo che sono equivalenti alla teoria delle stringhe sullo spazio anti-de Sitter. Si può alternativamente vedere questa corrispondenza come una definizione della teoria delle stringhe nel caso speciale dove il campo gravitazionale è asintoticamente anti-de Sitter (cioè, quando il campo gravitazionale assomiglia al campo dello spazio anti-de Sitter all'infinito). Alcune grandezze fisicamente interessanti in teoria delle stringhe sono definite in termini di grandezze in teoria quantistica dei campi duale.

### Paradosso dell'informazione del buco nero
Nel 1975, Stephen Hawking pubblicò un calcolo che suggerì che i buchi neri non sono del tutto neri ma emettono una debole radiazione a causa di effetti quantistici vicino all'orizzonte degli eventi. Dapprima, il risultato di Hawking pose un problema per i teorici poiché suggerì che i buchi neri distruggono l'informazione. Più precisamente, il calcolo di Hawking sembrava entrare in conflitto con uno dei basilari postulati della meccanica quantistica, che afferma che i sistemi di fisici evolvono nel tempo secondo l'equazione di Schrödinger. Questa proprietà è solitamente detta unitarietà dell'evoluzione temporale. L'apparente contraddizione tra il calcolo di Hawking e il postulato dell'unitarietà prese il nome di paradosso dell'informazione del buco nero.
La corrispondenza AdS/CFT risolve, almeno in qualche misura, il paradosso, perché mostra come in alcuni contesti un buco nero possa evolvere in maniera compatibile con la meccanica quantistica. Infatti, si possono considerare i buchi neri nel contesto della AdS/CFT, e ogni buco nero corrisponde a una configurazione delle particelle sul bordo dello spazio anti-de Sitter. Queste particelle obbediscono alle solite regole della meccanica quantistica e in particolare evolvono nel modo unitario, e così dovrà fare il buco nero, rispettando quindi i principi della meccanica quantistica. Nel 2005, Hawking annunciò che il paradosso era stato risolto a favore della conservazione dell'informazione dalla corrispondenza AdS/CFT, e suggerì un meccanismo concreto tramite il quale i buchi neri potrebbero conservare l'informazione.

## Applicazioni alla teoria quantistica dei campi

### Fisica nucleare
Un sistema fisico che è stato studiato usando la corrispondenza AdS/CFT è il plasma di quark e gluoni, uno stato della materia esotico prodotto negli acceleratori di particelle. Questo stato della materia si origina per brevi istanti quando gli ioni pesanti come i nuclei di oro e piombo si urtano ad alte energie. Tali urti portano ai quark che costituiscono i nuclei a deconfinarsi a temperature di circa duemila miliardi di kelvin, condizioni simili a quelli presenti a circa 10−11 secondi dopo il Big Bang.
La fisica del plasma quark-gluone è governata dalla cromodinamica quantistica, ma trattare matematicamente tale plasma con questa teoria porta a problemi di difficile trattazione. In un articolo del 2005, Đàm Thanh Sơn e i suoi collaboratori mostrarono che la corrispondenza AdS/CFT poteva essere usata per comprendere alcuni aspetti del plasma quark-gluone descrivendolo nel linguaggio della teoria delle stringhe. Applicando la corrispondenza AdS/CFT, Sơn e i suoi collaboratori riuscirono a descrivere questo plasma in termini di buchi neri in uno spaziotempo a cinque dimensioni. Il calcolo mostrò che il rapporto tra due quantità associate al plasma, la viscosità di taglio {\displaystyle \eta } e la densità volumetrica dell'entropia {\displaystyle s}, dovrebbe essere approssimativamente uguale a una certa costante universale:
{\displaystyle {\frac {\eta }{s}}\approx {\frac {\hbar }{4\pi k}}}
dove {\displaystyle \hbar } indica la costante di Planck ridotta e {\displaystyle k} è la costante di Boltzmann. Inoltre, gli autori ipotizzarono che questa costante universale sia un limite inferiore per {\displaystyle \eta /s} in una grande classe di sistemi. Nel 2008, il valore previsto di questo rapporto per il plasma quark-gluone è stato confermato al Relativistic Heavy Ion Collider nel Brookhaven National Laboratory.
Un'altra importante proprietà del plasma quark-gluone è che i quark a energia molto alta si spostano attraverso il plasma sono fermati o "smorzati" (quenched) dopo aver viaggiato solo per qualche femtometro. Questo fenomeno è caratterizzato da un numero {\displaystyle {\widehat {q}}} chiamato parametro di jet quenching, che correla la perdita di energia di un tale quark al quadrato della distanza percorsa attraverso il plasma. I calcoli basati sulla corrispondenza AdS/CFT hanno permesso ai teorici di stimare {\displaystyle {\widehat {q}}}, e i risultati concordano grossomodo con il valore misurato di questo parametro, suggerendo che la AdS/CFT sarà utile per sviluppare una comprensione più profonda di questo fenomeno.

### Fisica della materia condensata

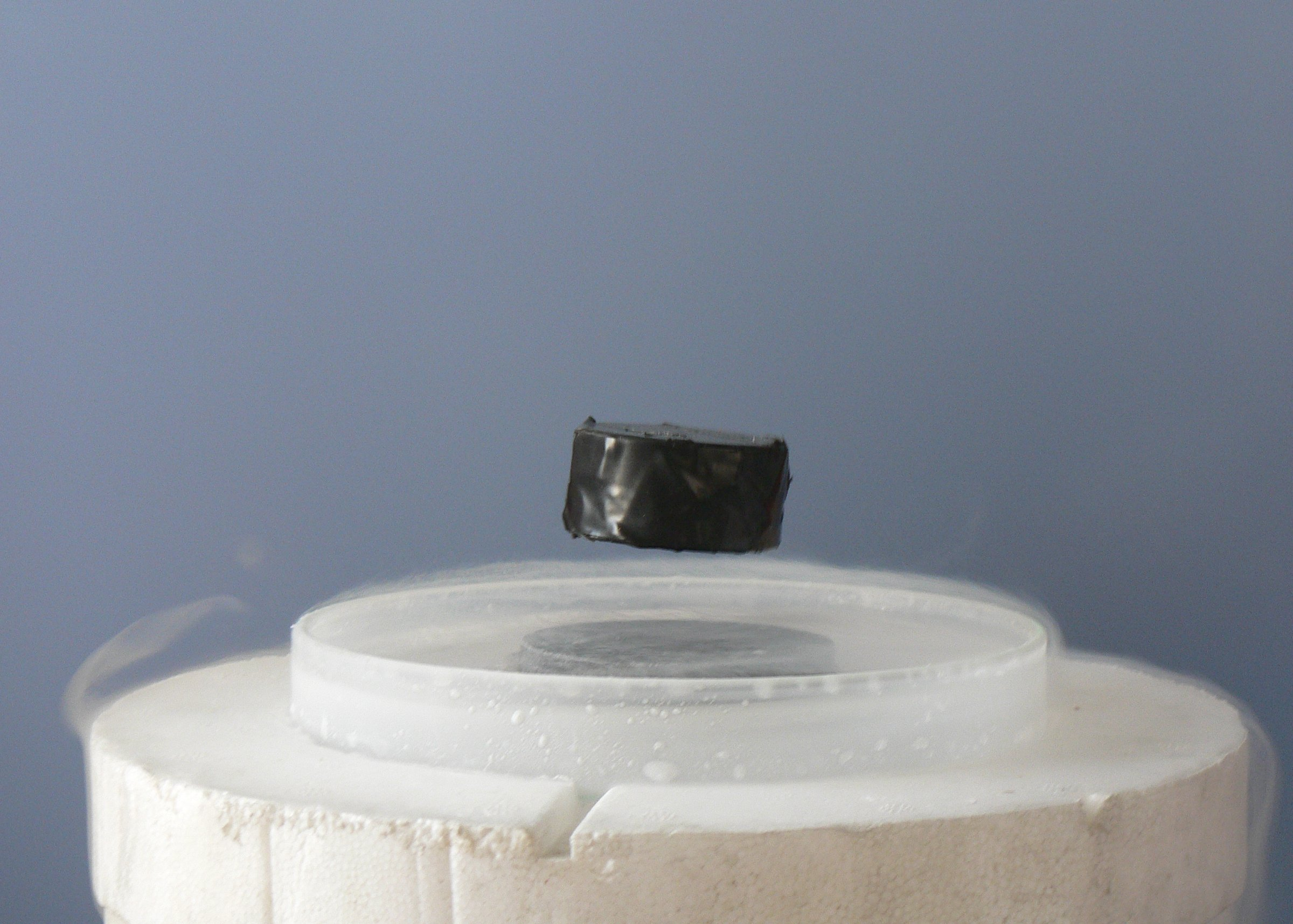
Un magnete che levita sopra a un superconduttore ad alta temperatura. Oggi alcuni fisici lavorano per comprendere la superconduttività ad alte temperature usando la corrispondenza AdS/CFT.

Nel corso dei decenni, i fisici sperimentali della materia condensata hanno scoperto una serie di stati esotici, tra cui i superconduttori e i superfluidi. Questi stati sono descritti usando il formalismo della teoria dei campi, ma alcuni fenomeni sono difficili da spiegare usando le tecniche standard con questo formalismo. Alcuni teorici della materia condensata tra cui Subir Sachdev sperano che la AdS/CFT renderà possibile descrivere questi sistemi nel linguaggio della teoria delle stringhe e imparare di più circa il loro comportamento.
Finora qualche successo è stato raggiunto usando i metodi della teoria delle stringhe per descrivere la transizione da un superfluido a un isolante. Un superfluido è un sistema di atomi elettricamente neutri che scorre senza attrito. Alcuni sistemi sono spesso prodotti in laboratorio usando l'elio liquido, ma recentemente gli sperimentali hanno sviluppato nuovi modi di produrre superfluidi artificiali versando migliaia di miliardi di atomi freddi in un reticolo di laser intersecanti. Questi atomi inizialmente si comportano come un superfluido, ma con l'incremento dell'intensità dei laser, diventano meno mobili e poi improvvisamente transiscono a uno stato di isolante. Durante la transizione, gli atomi si comportano in maniera insolita. Ad esempio, gli atomi rallentano fino a fermarsi a un tasso che dipende dalla temperatura e dalla costante di Planck, il parametro fondamentale della meccanica quantistica, che non entra nella descrizione delle altre fasi. Nel 2013, questo comportamento è stato compreso considerando una descrizione duale dove le proprietà del fluido sono descritti in termini di un buco nero di dimensioni superiori.

### Critiche
Nonostante molti fisici ricorrano a metodi basati sulle stringhe per risolvere problemi in fisica nucleare e della materia condensata, alcuni teorici che lavorano in queste aree hanno espresso alcuni dubbi se la corrispondenza AdS/CFT possa fornire gli strumenti necessari per modellizzare sistemi reali. In occasione della "Quark Matter Conference" del 2006, il fisico statunitense Larry McLerran evidenziò che la teoria di Yang-Mills supersimmetrica a N=4 che appare nella corrispondenza AdS/CFT differisce significativamente dalla cromodinamica quantistica, rendendo difficile applicare questi metodi alla fisica nucleare. Secondo McLerran,
In una lettera a Physics Today, il premio Nobel Philip Warren Anderson ha espresso simili preoccupazioni sulle applicazioni della AdS/CFT alla fisica della materia condensata, affermando:

## Storia e sviluppo

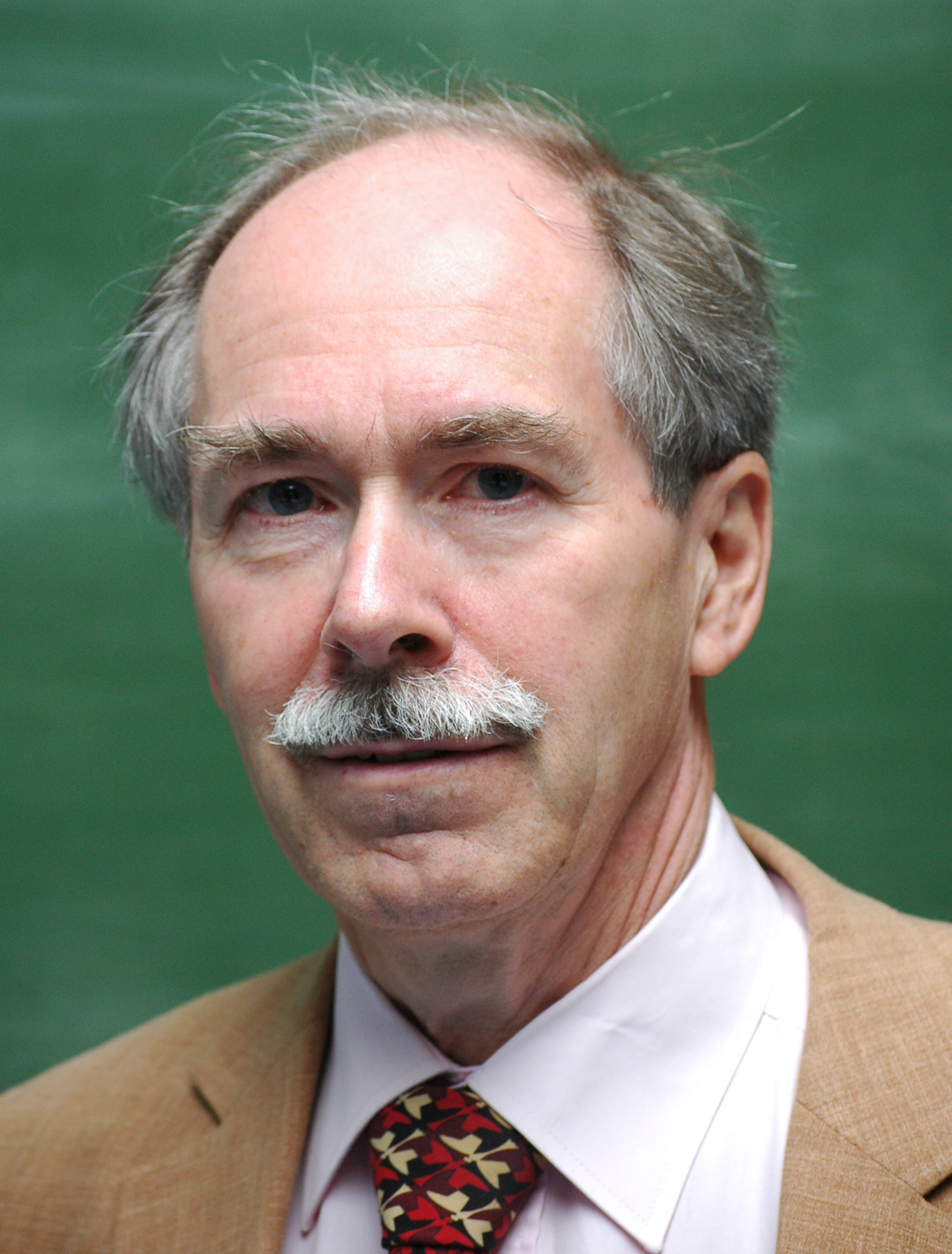
Gerardus 't Hooft ottenne risultati relativi alla corrispondenza AdS/CFT negli anni 1970 studiando analogie tra la teoria delle stringhe e la fisica nucleare.

### Teoria delle stringhe e fisica nucleare
La scoperta della corrispondenza AdS/CFT nel tardo 1997 fu il culmine di una lunga di sforzi per trovare una relazione tra la teoria delle stringhe e la fisica nucleare. Infatti, la teoria delle stringhe fu originariamente sviluppato tra la fine degli anni '60 e l'inizio degli anni '70 come una teoria degli adroni, le particelle subatomiche come il protone e il neutrone che sono tenuti insieme dalla forza nucleare forte. L'idea è che ognuna di queste particelle potrebbe essere visto come un modo diverso di oscillazione di una stringa. Nei tardi anni sessanta, gli sperimentali hanno scoperto che gli adroni sono disposti in famiglie dette traiettorie di Regge con il quadrato dell'energia proporzionale al momento angolare, e i teorici mostrarono che questa relazione emerge naturalmente dalla fisica di una stringa relativistica rotante.
D'altra parte, i tentativi di modellizzare gli adroni come stringhe avevano problemi gravi. Un problema era che la teoria delle stringhe comprende una particella senza massa e con spin 2 e nella fisica degli adroni non compare tale particella. Tale particella medierebbe un'interazione con le proprietà della gravità. Nel 1974, Joël Scherk e John Schwarz suggerirono che la teoria delle stringhe non era una teoria di fisica nucleare, come pensato da molti teorici, ma invece una teoria di gravità quantistica. Allo stesso tempo, ci si rese conto che gli adroni sono fatti di quark, l'approccio della teoria delle stringhe fu abbandonato in favore della cromodinamica quantistica.
In cromodinamica quantistica, i quark hanno un tipo di carica che ha tre varianti, dette colori. In un articolo del 1974, Gerardus 't Hooft studiò la relazione tra la teoria delle stringhe e la fisica nucleare da un altro punto di vista considerando teorie simili alla cromodinamica, ma dove il numero di colori è un numero arbitrario N, piuttosto che tre. In questo articolo, 't Hooft considerò un certo limite per N che tende all'infinito e affermò che in questo limite alcuni calcoli in teoria dei campi assomigliano a calcoli in teoria delle stringhe.

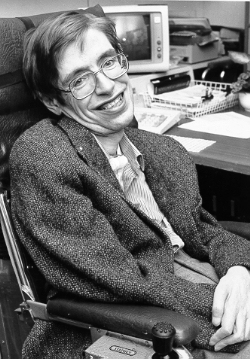
Stephen Hawking nel 1975 predisse che i buchi neri emettono radiazione a causa di effetti quantistici.

### Buchi neri e olografia
Nel 1975, Stephen Hawking propose che i buchi neri non sono del tutto neri ma emettono una debole radiazione a causa di effetti quantistici vicino all'orizzonte degli eventi. Questo lavoro estese i precedenti risultati di Jacob Bekenstein il quale aveva suggerito che i buchi neri abbiano una entropia ben definita. All'inizio, il risultato di Hawking sembrava contraddire uno dei principali postulati della meccanica quantistica, la unitarietà dell'evoluzione temporale. In poche parole, questo postulato dice che i sistemi quantistici non distruggono l'informazione quando evolvono da uno stato a un altro. Per questa ragione, l'apparente contraddizione prese il nome di paradosso dell'informazione del buco nero.

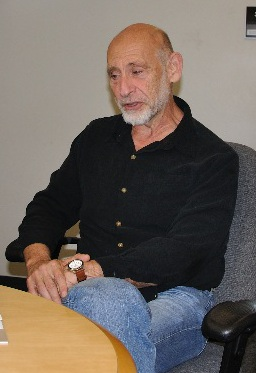
Leonard Susskind offrì diversi contributi all'idea di olografia in gravità quantistica.

Più tardi, nel 1993, Gerardus 't Hooft scrisse un articolo speculativo sulla gravità quantistica nel quale ha riveduto i lavori di Hawking sulla termodinamica dei buchi neri, concludendo che il numero totale dei gradi di libertà in una regione dello spaziotempo circostante un buco nero è proporzionale alla superficie dell'orizzonte. Questa idea è stata promossa da Leonard Susskind ed è ora nota come principio olografico. Il principio olografico e la sua attuazione in teoria delle stringhe tramite la corrispondenza AdS/CFT hanno aiutato a delucidare i misteri dei buchi neri suggeriti dal lavoro di Hawking e si crede che forniscano una soluzione del paradosso dell'informazione del buco nero. Nel 2004, Hawking affermò che i buchi neri non violano la meccanica quantistica e propose un meccanismo concreto tramite il quale potrebbero conservare l'informazione.

### Articolo di Maldacena
Nel tardo 1997, Juan Maldacena pubblicò lo storico articolo che diede il via allo studio della AdS/CFT. Secondo Aleksandr Markovič Poljakov, "il lavoro [di Maldacena] aprì le porte." La congettura generò immediatamente grande interesse nella comunità dei teorici delle stringhe e fu presa in considerazione in articoli di Steven Gubser, Igor Klebanov e Poljakov, e di Edward Witten. Questi articoli resero più precisa la congettura di Maldacena e mostrarono che la teoria di campo conforme presente nella corrispondenza vive nel bordo di uno spazio anti-de Sitter.

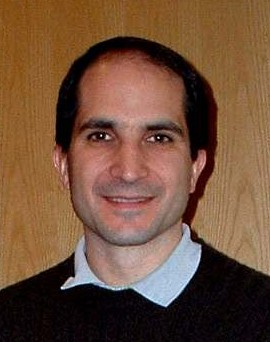
Juan Maldacena propose la corrispondenza AdS/CFT nel tardo 1997.

Un caso particolare della proposta di Maldacena dice che la teoria supersimmetrica di Yang-Mills con N = 4, una teoria di gauge simile in qualche modo alla cromodinamica quantistica, è equivalente alla teoria delle stringhe in uno spazio anti-de Sitter a cinque dimensioni. Questo risultato aiutò a chiarificare l'iniziale lavoro di 't Hooft sulla relazione tra la teoria delle stringhe e la cromodinamica quantistica, riportando la teoria delle stringhe alle sue origini, ovvero come teoria della fisica nucleare. I risultati di Maldacena fornirono anche un'attuazione concreta del principio olografico con implicazioni importanti per la gravità quantistica e la fisica dei buchi neri. Al 2022, l'articolo di Maldacena è l'articolo più citato nel campo della fisica delle alte energie, con più di 17000 citazioni. Gli articoli successivi hanno fornito notevoli prove a favore della correttezza della corrispondenza, sebbene finora non sia ancora stata dimostrata rigorosamente.

## Generalizzazioni

### Gravità tridimensionale
Al fine di capire meglio gli aspetti quantistici della gravità nell'usuale universo quadridimensionale, alcuni fisici hanno considerato un modello matematico con meno dimensioni nel quale lo spaziotempo ha solo due dimensioni spaziali e una dimensione temporale. In questo modello, la matematica che descrive il campo gravitazionale si semplifica drasticamente, e si può studiare la gravità quantistica usando metodi familiari alla teoria dei campi, eliminando il bisogno di ricorrere alla teoria delle stringhe o ad altri approcci più radicali in quattro dimensioni.
A partire dal lavoro di J. D. Brown e di Marc Henneaux nel 1986, i fisici hanno notato che la gravità nello spaziotempo a tre dimensioni è strettamente legato alla teoria di campo conforme bidimensionale. Nel 1995, Henneaux e i suoi colleghi studiarono questa relazione in maggior dettaglio, suggerendo che la gravità 3D nello spazio anti-de Sitter è equivalente alla teoria di campo conforme conosciuta come la teoria di campo di Liouville. Un'altra congettura formulata da Edward Witten afferma che la gravità 3D in uno spazio anti-de Sitter è equivalente a una teoria di campo conforme con la simmetria del gruppo mostro. Queste congetture forniscono esempi della corrispondenza AdS/CFT che non hanno bisogno dell'impianto teorico della teoria delle stringhe o della teoria M.

### Corrispondenza dS/CFT
A differenza del nostro universo, in cui le attuali osservazioni astrofisiche suggeriscono un'espansione accelerata, lo spazio anti-de Sitter non si espande né si contrae, ma rimane uguale a se stesso nel tempo. In un linguaggio più tecnico, si dice che lo spazio anti-de Sitter corrisponde a un universo con una costante cosmologica negativa, mentre per l'universo reale la costante cosmologica è piccola e positiva.
Sebbene le proprietà della gravità a breve distanza siano indipendenti dal valore della costante cosmologica, è desiderabile avere una versione della corrispondenza AdS/CFT con costante cosmologica positiva. Nel 2001, Andrew Strominger introdusse una versione della dualità detta corrispondenza dS/CFT. Questa dualità ha come modello dello spaziotempo uno spazio de Sitter con costante cosmologica positiva. Una tale dualità è interessante dal punto di vista della cosmologia perché molti cosmologi ritengono che l'universo primordiale fosse molto simile a uno spazio di de Sitter. Il nostro universo potrebbe assomigliare a uno spazio de Sitter nel lontano futuro.

### Corrispondenza Kerr/CFT
Sebbene la corrispondenza AdS/CFT sia spesso utile per studiare le proprietà dei buchi neri, la maggior parte dei buchi neri considerata nel contesto della AdS/CFT non sono fisicamente realistici. Infatti, come spiegato sopra, quasi tutte le versioni della corrispondenza AdS/CFT hanno modelli di spaziotempo a dimensioni superiori con una supersimmetria non fisica.
Nel 2009, Monica Guica, Thomas Hartman, Wei Song e Andrew Strominger mostrarono che le idee della AdS/CFT potrebbero nondimeno essere usate per capire alcuni buchi neri astrofisici. Più precisamente, i loro risultati si applicano ai buchi neri che sono approssimati da buchi neri di Kerr estremi, che hanno il momento angolare massimo possibile compatibile con una determinata massa. Mostrarono che tali buchi neri hanno una descrizione equivalente in termini di una teoria di campo conforme. La corrispondenza Kerr/CFT fu in seguito estesa a buchi neri con momento angolare minore.

### Teorie di gauge a spin superiore
La corrispondenza AdS/CFT è strettamente legata a un'altra dualità ipotizzata da Igor Klebanov e Aleksandr Markovič Poljakov nel 2002. Questa dualità afferma che alcune "teorie di gauge a spin superiore" su spazi anti-de Sitter sono equivalenti a teorie di campo conformi con simmetria O(N). Qui la teoria nel bulk è un tipo di teoria di gauge che descrive particelle con spin arbitrariamente alto. È simile alla teoria delle stringhe, dove i modi eccitati delle stringhe vibranti corrispondono a particelle con spin superiore, e può aiutare a capire meglio le versioni della AdS/CFT con la teoria delle stringhe e possibilmente dimostrare la corrispondenza. Nel 2010, Simone Giombi e Xi Yin ottennero prove ulteriori per questa dualità calcolando delle quantità chiamate funzione a tre punti.